# Reismonka
Reismonka (Reissmanka, Rajsmonka, Worlowka, U Dubu) je zaniklá usedlost v Praze 3-Žižkově. Stála v místech Sladkovského náměstí při Seifertově ulici. Na místě dvora s kaplí stojí kostel svatého Prokopa (1903).

## Historie
Vinice zde byla založena pravděpodobně již v 15. století, dvorec na ní postaven koncem 16. století. Na západě sousedila s dolní Sklenářkou, na jihu s horní Sklenářkou. Staroměstský měšťan a primátor Jiří Jan Reismann (uváděn také jako Jan Jiří Reissmann nebo Reismon) z Riesenberka držel pozemky a stavby kolem poloviny 17. století. Kromě vinice vlastnil na Žižkově také chmelnici a v Praze na Perštýně dům „U Boží sukně“ - čp. 347-I. Jiří Jan Reismann byl od roku 1661 staroměstským radním. Dne 20. června 1674 jej povýšili do šlechtického stavu, získal erb a praedikát z Riesenberka. 2. ledna 1685 byl zvolen primátorem staroměstským. Zemřel 31. května roku 1694. Anna Dobšová, rozená Reismannová, odkázala dvůr záduší svatého Jindřicha v Praze. Dne 7. června 1843 koupil usedlost Karel svobodný pán Spens z Boodenu za 16.200 zlatých.
Od usedlosti se táhla kamenná zeď jižně do kopce ke kostelu svatého Kříže. Obklopovala ji zahrada a vinice, zahradu doplňovaly gloriety, altánky se skleněnými zvonečky, jeskyně, rybníčky, vodotrysky a šnekovny. Uvnitř dvora v mišpulové zahradě stála kaple svatého Jana Nepomuckého s cibulovou věží. Roku 1850 byla kaple zrušena a na jejím místě postavena obytná budova, ve které zřídil Spens novou domácí kapli. Narození členové rodiny zde bývali křtěni a zemřelí pohřbeni. V říjnu roku 1869 při rušení kaple byly všechny ostatky přeneseny nejprve na Olšanské hřbitovy a odtud do rodinné hrobky Hemerky ze Stanmíru do Slaného.

### Zánik
Od roku 1854 majitelé odprodávali části pozemků, poslední díl byl prodán 10. října 1871 pražskému měšťanovi Em. Kittlovi. Poté došlo ke zboření usedlosti a výstavbě činžovních domů. Dochovala se pouze Boží muka přenesená na Smíchov a kalich, používaný při mši svaté v nově postaveném kostelu svatého Prokopa. Na něm je vyryt nápis: „Na památku drahých rodičů Br. ze Spens-Boodenu. Reismanka 1841-1871. - 1904“.

### Boží muka

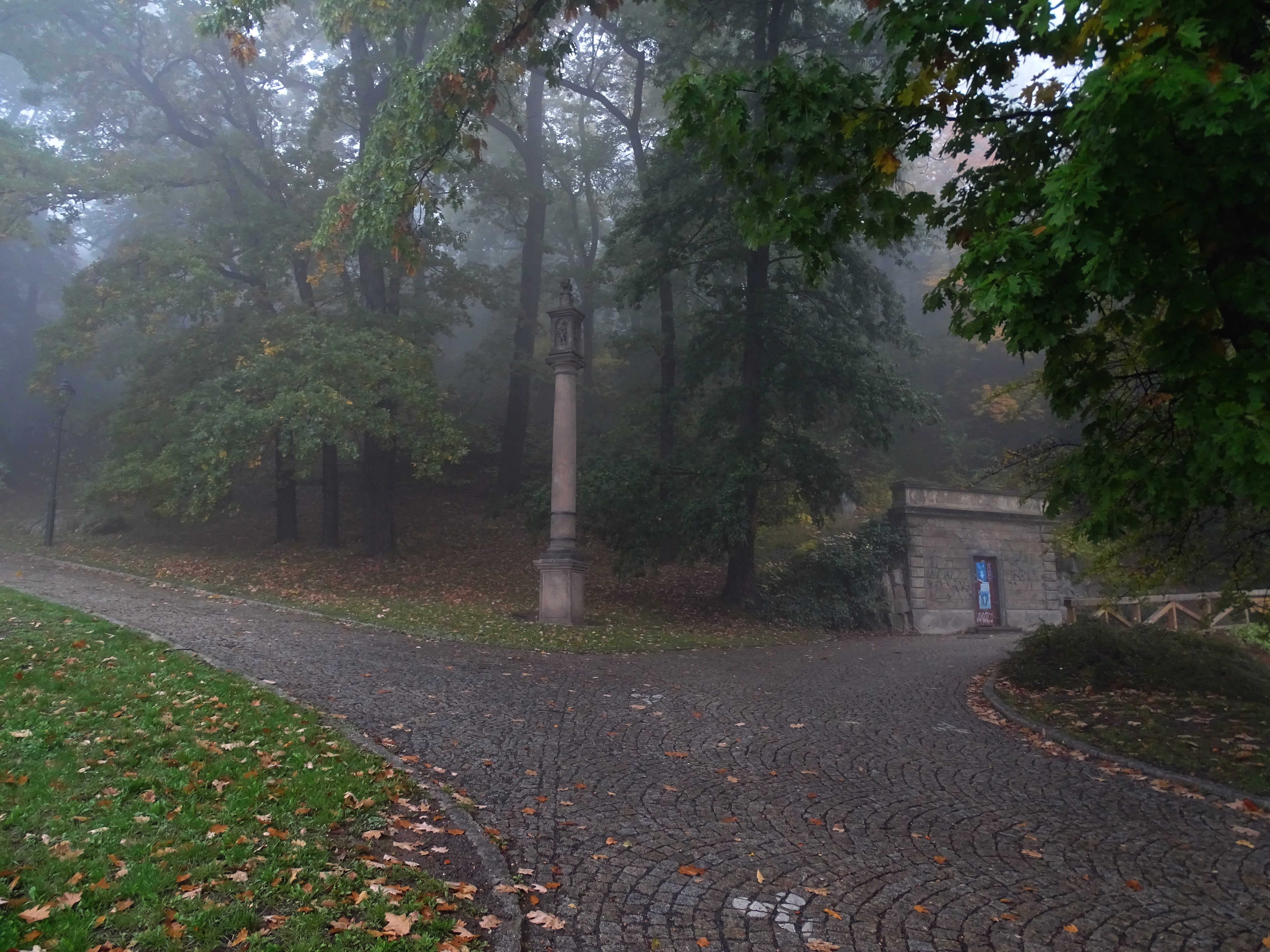
Boží muka z Raismonky, Kinského zahrada

Za moru dal roku 1686 Jiří Jan Reismann postavit přibližně 5 metrů vysoká Boží muka, neboli „morový sloup“, na rozcestí olšanské silnice a cesty k mlýnu Fliedermühle, pozdější Bezovce (křižovatka ulic Seifertova a Lipanská).
Kulatý sloup ze žehrovického tvrdého pískovce je postaven na čtverhranném podstavci, na němž je vytesán nápis. Čtyřhranná lucerna, která tvoří hlavici sloupu, je kryta stříškou s křížem. Na podstavci kříže umístěného na stříšce je po straně nápis: "Ode všeho zlého vysvoboď nás Pane!". Pod lucernou v pásu pak: "Girzi Jan Raisman z Riesenbercku". Na čtyřech plochách lucerny jsou figury svatých.
První pole obsahuje modelované tělo Páně na kříži a nápis: "Smilvg se nad nami." Obruba nese vytesané arabské číslice: 2, 4, 5, 6, 7, 8, 9, 10, 11 a 12. Číslo 12 se nachází pod nohama Páně. Druhé pole obsahuje reliéf svatého Šebestiána, nápis: "Swaty Sebastiane orodvg za nas." a číslice 4, 5, 6, 7 a 8. Třetí pole vyplňuje reliéf svaté Rosalie. Čtvrté pole je místem pro svatého Rocha a příslušné invokace a číslice. Svatý Šebestián, svatá Rosalie a svatý Roch bývali vzýváni jako ochránci proti moru a často byli znázorňováni společně.
V boku Páně je kopí, v těle svatého Šebestiána šíp, svatý Roch drží poutnickou hůl. Tyto atributy sloužily k vržení stínu na číslice - Boží muka tak byla také slunečními hodinami. U svaté Rosalie se atribut nedochoval.
Roku 1895 byl sloup přenesen do staročeské vesnice v Národopisné výstavě konané ve Stromovce. Po jejím skončení putoval do zahrady Kinských na Smíchově.